# 大濠公園能楽堂

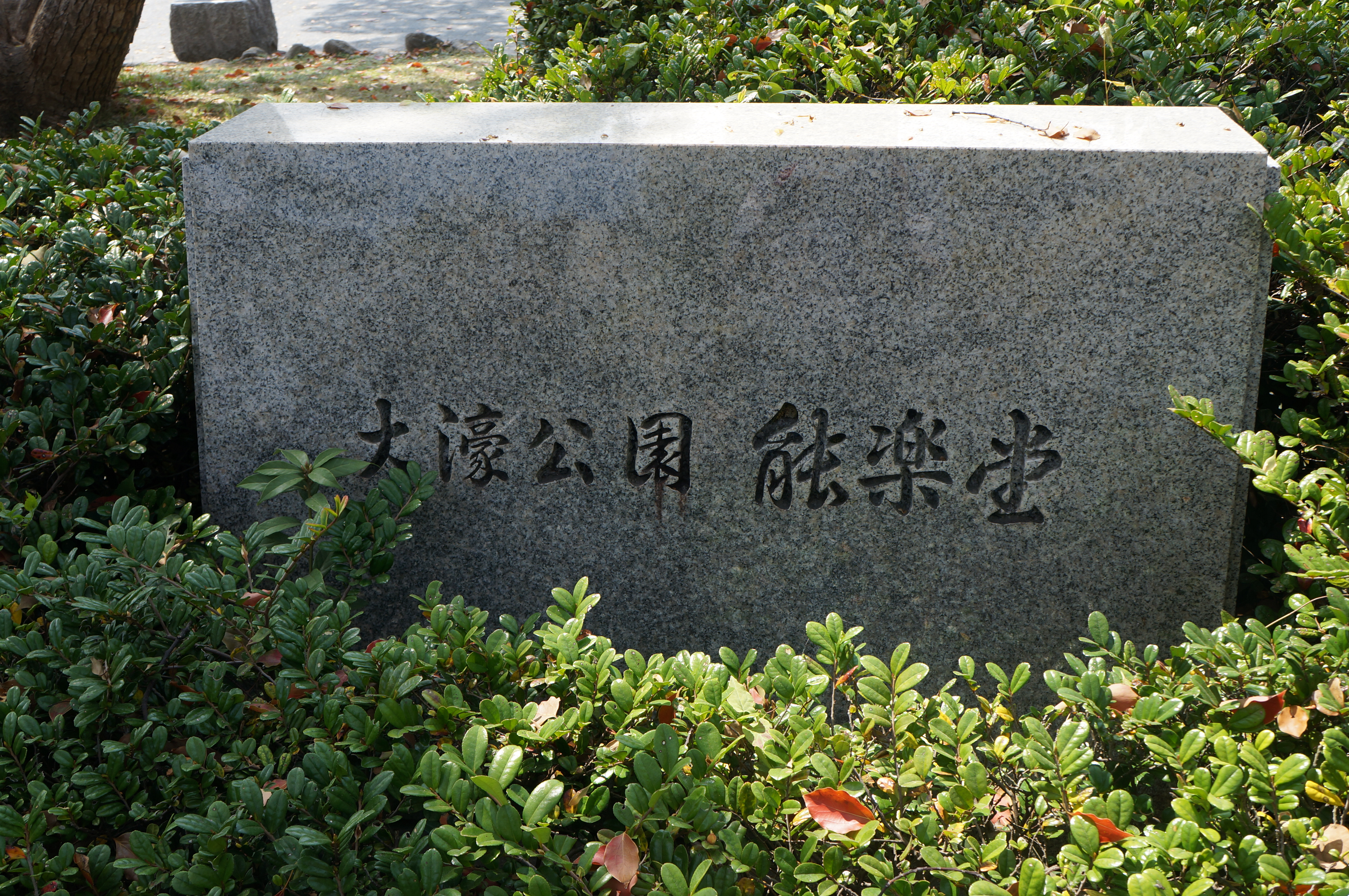
館銘碑

大濠公園能楽堂（おおほりこうえんのうがくどう）は、福岡県福岡市中央区の大濠公園にある能楽堂である。大濠能楽堂とも呼ばれる。
1986年3月31日竣工、鉄筋コンクリート造地上1階・地下1階の構造で、客席590席の能舞台を有する。設計は、国立能楽堂（1983年竣工）も手掛けた大江宏。福岡県の施設で、西日本新聞イベントサービスが県指定管理者となっている。
能・狂言のほか、筑前琵琶などの邦楽、筑紫舞などの舞踊、クラシックコンサート、ジャズライブ、演劇、寄席などの公演が行われる。また、将棋・囲碁のタイトル戦（王位戦・天元戦）の対局にも用いられている。特に近年では2020年（第61期王位戦）に当時の藤井聡太棋聖が王位のタイトルを獲得したことでも知られている。
能楽堂の中庭には、幕末・明治期の能楽師であった喜多流の梅津只圓（1817年 - 1910年）の銅像が置かれている。

## 福岡市内の他の能舞台
- 住吉能楽堂（住吉神社能楽殿）
- 森本能舞台
- 白金能楽堂